# Gardes de Khabour
Les Gardes de Khabour (syriaque : ܡܘܬܒܐ ܕܢܛܘܪ̈ܐ ܕܚܒܘܪ, Mawtḇā d-Nāṭorē d-Ḥābor) sont un groupe armé assyrien actif lors de la guerre civile syrienne.

## Histoire
Les Gardes de Khabour prennent part à plusieurs combats contre les djihadistes de l'État islamique. Ils rejoignent les Forces démocratiques syriennes. En 2015, ils sont en première ligne à la bataille de Tall Tamer,. En 2018, ils participent à l'offensive de Deir ez-Zor. En 2019, ils s'opposent à l'Opération Source de paix menée par la Turquie.